# 미하일 칸타쿠지노스
미하일 칸타쿠지노스(그리스어: Μιχαήλ Καντακουζηνός ? - 1316년)는 동로마 제국 모레아 속주의 첫번째 에피트로포스였다.
1308년, 동로마 황제 안드로니코스 2세 팔라이올로고스는 매년 모레아의 새로운 총독의 임명을 중지하고 그가 죽을 때까지 한 사람에게 이 직위를 부여하라는 법령을 통과시켰다. 이 법령이 통과된 후, 황제가 임명한 첫 번째 총독은 미하일 칸타쿠지노스였다. 그는 백성들의 환영을 받았는데 부패한 주지사들의 관행을 중단시켰기 때문이다. 그는 그의 짧은 8년 임기 기간 동안 그 지역의 경제 안정을 가능하게 하였다.
후에 그의 아들 요안니스 6세는 1347년에 황제가 되었다.